# Вістовський Олег Володимирович
Олег Володимирович Вістовський (нар. 10 серпня 1961, с. Іване-Золоте Заліщицького району Тернопільської області — помер [21 березня]] 2020) — український поет, публіцист, перекладач, журналіст. Член Національної спілки журналістів України (2011), Наукового товариства імені Т. Шевченка (2012), обласного літературного об'єднання Тернопільської обласної організації Національної спілки письменників України (2011).

## Життєпис
Закінчив місцеву восьмирічку (1976), Заліщицьку середню школу імені Осипа Маковея (1978), Київське республіканське медичне училище № 2 (1983) та факультет журналістики Львівського державного (тепер — національного) університету імені Івана Франка (1989).
21 березня 2020 року Олег Вістовський вийшов з дому і не повернувся. 24 березня було повідомлено про його смерть - тіло знайшли в річці Дністер (обставини невідомі). Похований на місцевому кладовищі в місті Заліщики Тернопільської області.

## Творчість
Поезії друкував у альманахах «Вітрила-82», «Подільська толока», журналах «Літературний Тернопіль», «Золота Пектораль», «Бористен», газетах «Молода гвардія» (Київ), «Вільне життя плюс», «Літературна Україна», «Ровесник», «Свобода» (Тернопіль), «Молодий буковинець» (Чернівці), «Колос» (Заліщики) та інших.
Редактор видання КУНу «За променем сонця» (1994).
Двома виданнями у Чернівцях у видавництві «Прут» вийшла збірка поезій «У стремені Дністра»(2000, 2006). Співавтор книги «З людьми і для людей» (2004).

## Громадська діяльність
Організатор і учасник літературно-мистецьких заходів краю.

## Відзнаки
- Лауреат крайової літературно-мистецької премії імені Петра Ковальчука у номінації «Літературна та публіцистична творчість» (2015);
- Лауреат Всеукраїнського літературного конкурсу імені Леся Мартовича в номінації «Поезія. Добірки» (2016)[24];
- Почесна грамота НСЖУ (2014);
- Грамота Тернопільської літературно-мистецької фундації (2011);
- Подяки (2012, 2015) і грамота (2016) Тернопільської обласної організації НСПУ.

### Публікації Олега Вістовського
- Вістовський О. В. У стремені Дністра: Поезії. — Чернівці: Прут, 2000. — 48 с. ISBN 966-560-207-1.
- З людьми і для людей. З історії краю та Заліщицького районного центру зайнятості. — Чернівці: Прут, 2004. — 40 с. / Укладачі тексту Олег Вістовський та ін. /. ISBN 966-560-305-1.
- Вістовський О. В. У стремені Дністра: Поезії. [Архівовано 22 грудня 2015 у Wayback Machine.] — Друге вид., — Чернівці: Прут, 2006. — 64 с. ISBN 966-560-431-7.
- Вістовський О. Недоспівана пісня / Олег Вістовський // Антологія сучасної української літератури. — Хмельницький, видавець ФОП Стасюк Л. С., 2015. — С. 38–46. ISBN 978-617-7299-40-9.
- Вістовський О. Поезії / Олег Вістовський // Магія кохання. Літературний альманах. — Хмельницький, видавець ФОП Стасюк Л. С., 2016. — С. 3–8. ISBN 978-617-7299-53-9.
- Вістовський О. Ти і я. І тиха ніч між нами / Олег Вістовський // Барви. Літературний часопис. — Хмельницький, видавець ФОП Стасюк Л. С., 2016. — С. 38. ISBN 978-617-7299-89-8.
- Вістовський О. Поезії / Олег Вістовський // Україні присвячую. Літературний альманах.  — Хмельницький, видавець Стасюк Л. С., 2016.  — С. 72-74. ISBN 978-617-7461-00-4.
- Вістовський О. Поезії / Олег Вістовський // Мовою серця. Альманах Всеукраїнського фестивалю любовної лірики та авторської пісні про кохання. — Івано-Франківськ: ВГЦ «Просвіта», 2016. — С. 68-69. ISBN 978-966-2716-82-5.
- Вістовський О. Поезії / Олег Вістовський // Німчич. Літературно-мистецьке та науково-освітнє видання.-Вижниця: Черемош, 2017.-С. 59. ISBN 978-966-181-186-6.
- Вістовський О. Іване-Золоте / Олег Вістовський // Поетична топоніміка-2. Поезія, проза про топоніми України. Літературно-краєзнавче видання, альманах. Перша книжка поезії та прози про села і міста України, поєднаних з просвітницьким краєзнавством. Випуск другий. Ред.-упорядник Любов Сердунич.-Хмельницький: Видавець ФОП Цюпак А. А., 2018.-С. 51-54. ISBN 978-617-513-525-9.

### Публікації про Олега Вістовського
- Гусар, Ю. …І не бачити знову чайку ту — без крила! / Юхим Гусар // Час 2000. — 2000. — № 31 (28 лип.). — С. 11.
- Онищук, Д. Літературна Заліщанщина: Есеї, бібліографічні довідки, тексти. — Тернопіль: Астон, 2003. — С. 173.
- Палагнюк, М. З мене би вийшов непоганий лікар, якби не перемогла любов до слова / Мар'яна Палагнюк // Свобода. — 2012. — № 67 (17 серп.). — С. 8.
- Семеняк, В. Людина, що поєднує багато талантів / Валентина Семеняк // Свобода. — 2016. — № 72 (16 вер.). — С. 4.